# OUTLIVE
《OUTLIVE》는 래퍼 베이식이 2019년 설립한 힙합 레이블이다.

## 소속 아티스트
- 베이식
- 노아주다
- 전현재